# 161913 Hunyadi
161913 Hunyadi è un asteroide della fascia principale. Scoperto nel 2007, presenta un'orbita caratterizzata da un semiasse maggiore pari a 2,2297123 au e da un'eccentricità di 0,1449211, inclinata di 6,84243° rispetto all'eclittica.